# 佛罗里达城
佛罗里达城（英語：Florida City）是美国佛罗里达州邁阿密-戴德縣最南端的一座城市，也是南佛罗里达大都会区最南端的建制市镇。作为迈阿密的卫星城市之一，这座城市以农业和旅游业为主要经济支柱。根据2020年美国人口普查数据，佛罗里达城拥有13,085名居民，较2010年的11,245人有所增长。尽管规模不大，但这座城市因其独特的地理位置和历史背景，成为南佛罗里达地区的热门旅游中转站之一。
佛罗里达城是美国本土最南端的非岛屿城市，也是通往佛罗里达礁岛群前大陆上的最后一站。佛罗里达城与邻近的霍姆斯特德紧密相连，两者共同构成了大霍姆斯特德—佛罗里达城区域，扮演着连接迈阿密与周边自然景区的关键角色。佛罗里达城位于迈阿密西南约28英里处，距离肯德尔18英里，是通往佛罗里达礁岛群和大沼泽地国家公园的重要门户。佛罗里达收费公路的霍姆斯特德延伸段在此与1号美国国道交汇，使得佛罗里达城成为南佛罗里达陆路交通的重要枢纽。
这座城市的历史可以追溯到20世纪初。1910年，第一批30户家庭抵达此地时，这里还是一片荒芜，甚至没有一座建筑，居民们不得不暂居霍姆斯特德，直到他们的房屋建成。最初，这片土地被命名为底特律（Detroit），但在1914年正式建市时更名为佛罗里达城。如今，这座城市保留了一小片历史街区，但大部分区域已被酒店和其他旅游设施占据，佛罗里达群岛奥特莱斯市场亦是游客的热门目的地。